# Neophylax muinensis
Neophylax muinensis är en nattsländeart som beskrevs av Kobayashi 1977. Neophylax muinensis ingår i släktet Neophylax och familjen Uenoidae. Inga underarter finns listade i Catalogue of Life.